# Tada Mitsuyori
Tada Mitsuyori (多田 満頼?; 1501 – 1563) è stato un samurai e generale giapponese del periodo Sengoku. È anche conosciuto come uno dei ventiquattro generali di Takeda Shingen..
Mitsuyori era nativo della provincia di Mino.
Servì prima il daimyō Takeda Nobutora e poi suo figlio Takeda Shingen.
Mitsuyori combatté in più di 29 battaglie tra cui la Battaglia di Sezawa (1542) e l'Assedio di Uehara (1542). Si dice che fosse molto abile nella guerriglia notturna, dove fece la differenza a Sezawa. Nel 1563 Mitsuyori morì di malattia.